# Sinan Pasha-moskee (Kaçanik)
De Sinan Pasha-moskee is een moskee in de stad Kaçanik, in het zuiden van Kosovo. Het werd gebouwd in 1594-1595.
De moskee werd gebouwd door Sinan Pasha, de vijfvoudig grootvizier van het Ottomaanse Rijk, samen met het fort in Kaçanik.